# Colegiata de San Miguel (Ampudia)
La iglesia colegiata de San Miguel en Ampudia (Provincia de Palencia, España), es una construcción en estilo gótico-renacentista de finales del siglo XV y principios del XVI.

## Historia
Comenzó a construirse en el siglo XII como una construcción mucho más modesta que la actual.
En el año 1607, la riqueza artística del templo se vio ennoblecida con el traslado de la Colegiata de Husillos a Ampudia, siendo su promotor D. Francisco de Sandoval y Rojas, Duque de Lerma, cuya concesión la alcanzó de Felipe III.
El 20 de agosto de 1954, parte de la iglesia se derrumbó. Las obras de reconstrucción corrieron a cargo del arquitecto diocesano Antonio Font y duraron cuatro años, durante los cuales, el culto se celebró en la Ermita de La Cruz, edificio donde actualmente se encuentra el Ayuntamiento de la Villa.
El 11 de noviembre de 2010, el Consejo de Gobierno de la Junta de Castilla y León declaró la Colegiata de Ampudia Bien de Interés Cultural con categoría de monumento y acordó la adecuación de los BIC Villa de Ampudia y Castillo de Ampudia, en las categorías de conjunto histórico y monumento, respectivamente, delimitando su entorno de protección.

## Descripción

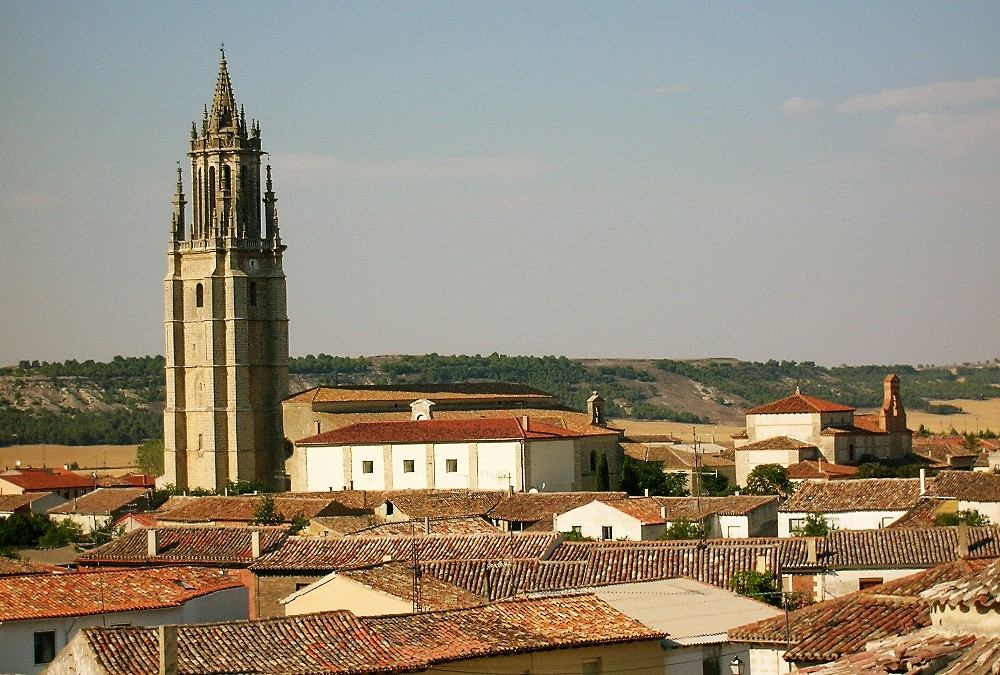
Vista de la esbelta torre de la Colegiata sobre Ampudia.

### Exterior
El templo presenta tres naves ojivales cubiertas con bóvedas de crucería estrelladas, la nave central apenas sobresale de las laterales y capilla mayor octogonal. La Capilla Mayor tiene arcos apuntados sobre pilares compuestos y arcos de medio punto sobre pilares octogonales en las naves. Obra del tercer cuarto del siglo XV, su construcción fue patrocinada por los señores del castillo, los Herrera y los Ayala, con forma ochavada podría estar destinada a capilla de enterramiento.

### Torre
La torre, conocida como «novia de Campos» «Giralda de Campos», o «La Bella de Campos» con sus numerosos contrafuertes, pilares, balaustres, y una altura de 62 metros constituye un hito visual de definición urbana de la villa y visible desde muchos puntos de la comarca. Se trata de una estructura de siete cuerpos reforzada con contrafuertes que remata con una linterna decorada con balaustrada y pináculos.
Obra de finales del siglo XV y principios del siglo XVI bajo los auspicios de Fray Pascual de Ampudia, cuyo escudo campea en ella. Probablemente su tracista fuera alguno de los maestros de la Catedral de Palencia, Juan de Ruesga o Gaspar de Solórzano. Su remate lo haría Juan de Escalante.

### Interior

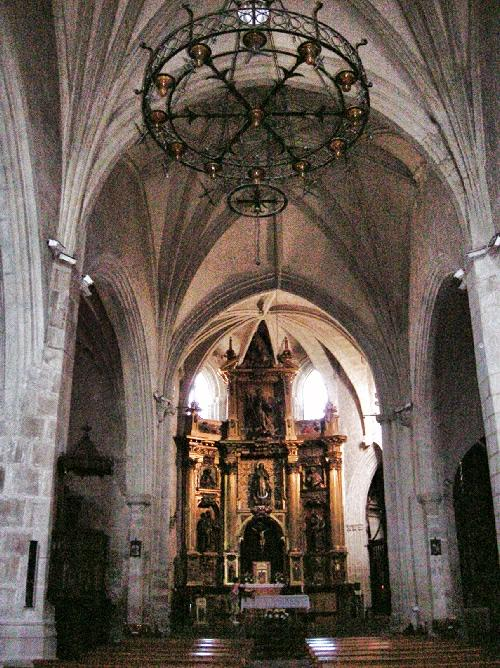
Vista del retablo mayor en el interior de la Colegiata.

En su interior se distribuye con tres amplias naves cubiertas con bóvedas de crucería estrellada. Tiene varias capillas, destacando la de San Ildefonso. Esta alberga dos sepulcros arcosolios del siglo XVI que corresponde a los fundadores.
La iglesia conserva en las capillas de Santa Ana y San Ildefonso, un conjunto de bienes muebles y retablos de interés singular, que se incluyen en la declaración como partes integrantes.
En la capilla de Santa Ana lo más interesante es la intervención de Vasco de la Zarza, especialmente en el altar mayor al lado derecho de la capilla, cuyo grupo principal representa a Santa Ana, la Virgen y el Niño, en alabastro. Por encima un bajorrelieve del Camino del Calvario y el relieve del Calvario en el remate. Aunque estas obras son datables en el siglo XVI, a principios del siglo XVII el retablo sufrió modificaciones en estilo escurialense. También es muy interesante la reja de cerramiento de la capilla, atribuida a Llorente de Ávila o Juan Francés, aunque también pudo ser autor de la traza el mismo Vasco de la Zarza.
El retablo mayor es de traza pre-churrigueresca, de mediados del siglo XVII.
En cuanto a la Capilla de San Ildefonso, se accede a ella por una interesante reja plateresca del XVI y dentro dos sepulcros de arcosolio del XVI de los fundadores. El retablo, también plateresco del primer cuarto del XVI, cuya imagen central es la que da nombre a la capilla, la Imposición de la casulla a San Ildefonso.
Adosados a las paredes de las naves laterales se encuentran asimismo una serie de retablos y esculturas de los siglos XVI y XVII, de distintas escuelas y autores. Por último nombrar otra obra notable, que se encuentra adosada a un pilar de la nave central, se trata del púlpito en madera de nogal, con las representaciones de San Miguel alanceando al demonio y los Cuatro Doctores Máximos, se trata de una obra de Alejo de Vahía de finales del siglo XV.